# Dario Rota
Dario Rota (4 februari 1971) is een voormalig profvoetballer met de Zwitserse nationaliteit. Hij speelde als centrale verdediger en beëindigde zijn loopbaan in 2009 bij FC Mendrisio-Stabio.

## Interlandcarrière
Rota speelde in totaal drie officiële interlands voor Zwitserland. Onder leiding van toenmalig bondscoach Enzo Trossero maakte hij zijn debuut op 15 november 2000 in de vriendschappelijke wedstrijd in Tunis tegen Tunesië (1-1), net als Jörg Stiel (FC St. Gallen) en André Muff (FC Basel). Een paar maanden later, op 25 april 2001, volgde zijn derde en laatste optreden voor de Zwitsers: een invalbeurt in de vriendschappelijke wedstrijd tegen Zweden (0-2).